# HMAS Sydney (1912)
El HMAS Sydney fue uno de los cruceros ligeros que formaban parte de la marina australiana en el periodo de la Primera Guerra Mundial. Pertenecía a la subclase Chatham, perteneciente a su vez a la clase Town.

## SubclaseChatham
La subclase Chatham estaba integrada por 6 unidades puestas en grada entre los años 1911 y 1913, de las que 3 estaban destinadas a la Royal Navy (Marina británica) y las 3 restantes a la Royal Australian Navy (Marina australiana). Para esta última, fue puesta en grada otra unidad en 1915, el Adelaide, que no fue terminado hasta 1922, por lo que mostró bastantes diferencias con el resto de su clase.
De estas unidades, 3 fueron construidas en astilleros británicos y los 3 restantes en astilleros australianos. El Sydney fue uno de los construidos en Gran Bretaña y entregado a la marina australiana en 1913, participando en la Primera Guerra Mundial bajo esa bandera.

## Modificaciones
Durante la guerra, se les instaló una dirección de tiro; el mástil de proa fue sustituido por uno de trípode y se les añadió un cañón antiaéreo de 76 mm. En el Sydney, el puente de mando fue sustituido por una plataforma giratoria para poder embarcar un pequeño hidroavión.

## Historial
Durante los primeros meses de la guerra, el Sydney formó parte de la "Escuadra australiana", efectuando misiones de patrulla y escolta en los océanos Índico y Pacífico. 

### Batalla de las Cocos
Fue en una de estas patrullas cuando, el 9 de noviembre de 1914, en las islas Cocos (Océano Índico), entabló combate y hundió al crucero ligero alemán Emden, que había estado realizando misiones de corsario en el Índico desde el inicio de la guerra.
En la mañana del 9 de noviembre, la estación de comunicaciones de la isla Direction, en el grupo de las islas Cocos (Keeling), fue capturada por el crucero ligero alemán SMS Emden. Antes de la captura, la estación pudo transmitir un SOS, que fue recibido por el convoy de tropas, y se ordenó al Sydney que investigara. Los operadores de radio del Emden habían escuchado la llamada de socorro y las órdenes al Sydney, y se prepararon para encontrarse con el buque de guerra australiano.
La primera indicación del Sydney de la ubicación del Emden fue cuando el barco alemán comenzó a disparar a una distancia de 6 millas náuticas (11,1 km; 6,9 mi). El buque de guerra australiano pudo hacer el fuego necesario para lograr sus objetivos. Tras dos salvas, destruyó las tres chimeneas del Emden, el mástil de proa, la radio y el sistema de gobierno, incendiando la sala de máquinas. El barco alemán encalló en la isla Keeling del Norte, y el Sydney fue tras el carbonero de apoyo Buresk, pero el barco ya había comenzado a hundirse por la acción de su propia tripulación, y el buque de guerra australiano regresó al Emden. Los alemanes todavía ondeaban su bandera de guerra, pero la arriaron después de que el Sydney transmitiera una instrucción de rendición, y luego disparó dos salvas cuando no hubo respuesta.

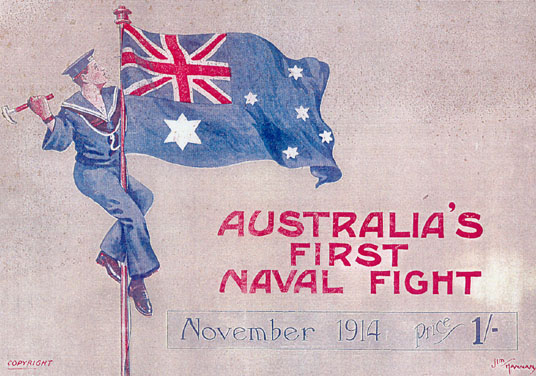
Postal conmemorativa de la victoria del Sydney sobre el Emden, celebrado como el primer combate naval australiano de la historia

En el transcurso del enfrentamiento, el Sydney había disparado alrededor de 670 rondas de munición, con alrededor de 100 impactos reclamados. Mientras tanto, había sido alcanzado dieciséis veces; tres de sus tripulantes murieron y trece resultaron heridos. 134 miembros del personal alemán murieron, y el resto de la tripulación del barco fue capturada por el Sydney (a excepción de un grupo de tierra, que requisó la goleta Ayesha y escapó) y fue entregado a las fuerzas británicas en La Valeta (Malta). Después de salir de Malta, el crucero australiano procedió a unirse a la Estación de América del Norte e Indias Occidentales, llegando a Bermudas el 6 de enero de 1915.

### Océano Atlántico
A finales de 1914, fue transferido al Atlántico y, en 1916, a la Gran Flota en Scapa Flow y permaneció en el Mar del Norte durante el resto de la guerra.

### Posguerra
En 1919 regresó a Australia. El Sydney fue apartado del servicio y puesto en reserva el 13 de abril de 1923. Después de una reparación, fue puesto nuevamente en servicio el 29 de septiembre de 1924 para servir como buque insignia de la RAN.

## Destino final y legado

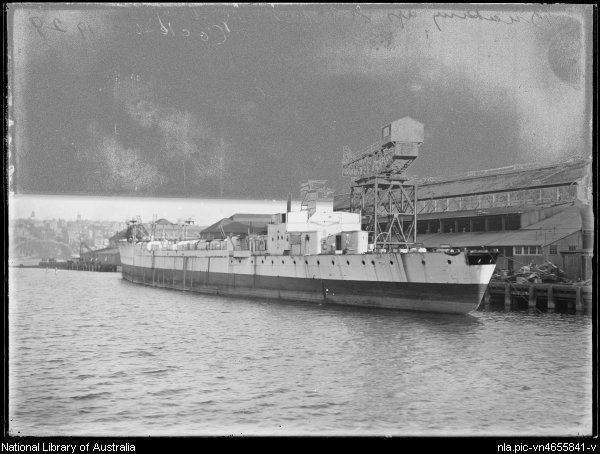
El Sydney en el muelle de desguace en 1929

El Sydney zarpó de Sídney el 8 de mayo de 1928 y llegó al astillero Cockatoo Island en 1929, donde fue desguazado. El mástil de proa del barco se conservó y, en 1934, fue erigido en Bradleys Head por la grúa flotante Titan.  Esto sirvió inicialmente como monumento al enfrentamiento contra el Emden, pero se volvió a dedicar en 1964 como monumento a todos los barcos australianos perdidos y a todos los marineros muertos en el cumplimiento del deber. Parte de la proa, incluido el cabezal de roda, el mástil y los pasacabos, se colocó en el malecón de Milsons Point, debajo del puente del puerto de Sídney. Una de las grúas derrick está en exhibición en los Victory Memorial Gardens en Wagga Wagga, y hay un soporte de brújula en Port Macquarie. El mástil principal se erigió en Environa, pero se pudrió en la base y se derrumbó. Más tarde se trasladó a Jervis Bay.
El timón del HMAS Sydney está en exhibición en el vestíbulo del piso superior del Royal Melbourne Yacht Squadron en San Kilda (Melbourne).

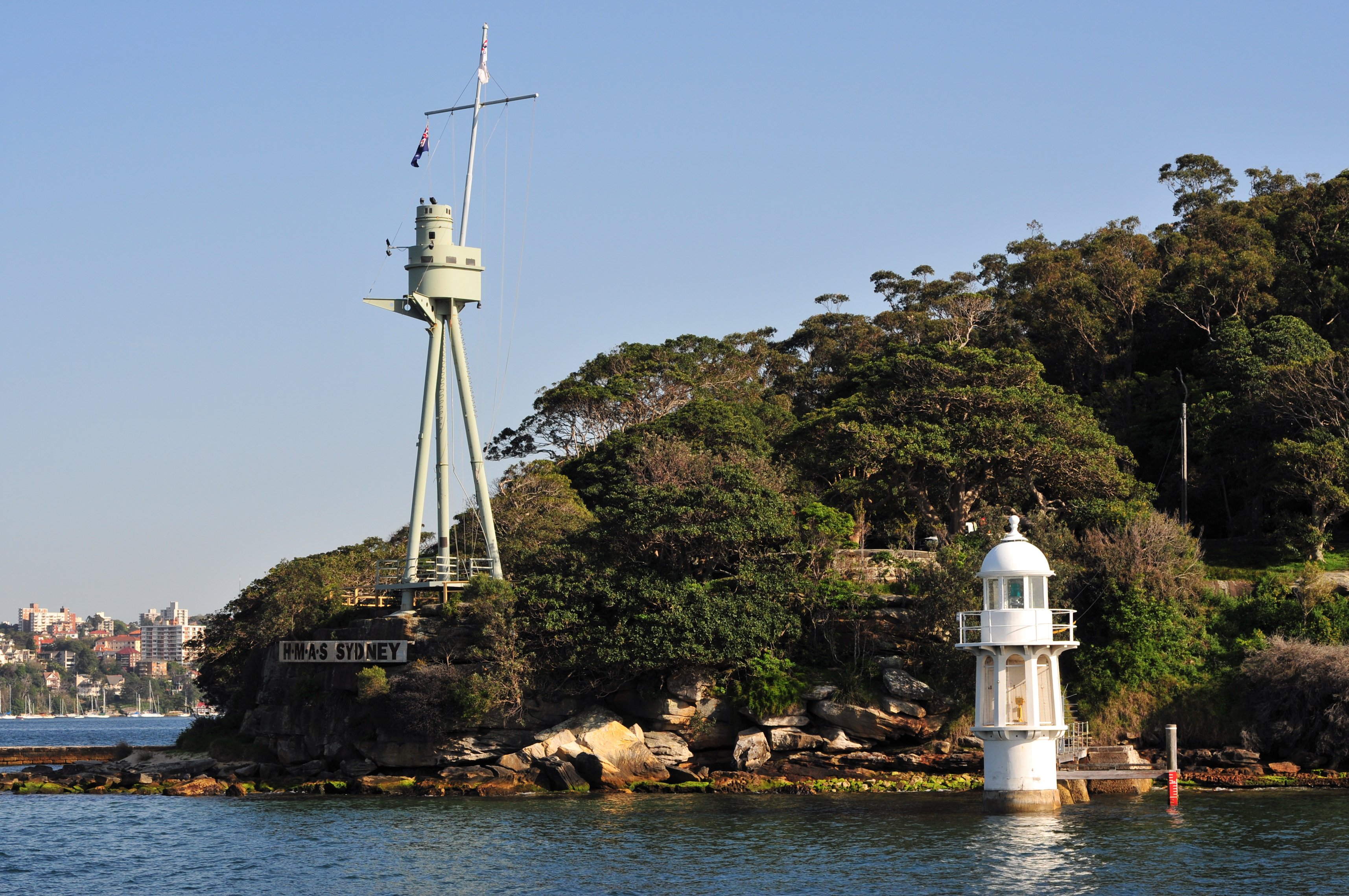
Faro de Bradleys Head y el mástil de proa del HMAS Sydney

Durante la década de 1930, dos de los cañones de 6 pulgadas fueron transportados a Australia Occidental, y en 1938 fueron instalados en Buckley Point en la isla de Rottnest. Estos fueron retirados del servicio y almacenados en 1944, luego fueron vendidos a un comerciante de chatarra en 1963. Sin embargo, el comerciante nunca los recogió, y los cañones permanecieron en el lugar hasta 1980, cuando los reservistas del ejército los recuperaron y restauraron, con uno en exhibición en el exterior del Museo del Ejército de Australia Occidental. Otro de los cañones del barco se usó en Thursday Island desde 1940 hasta 1987.

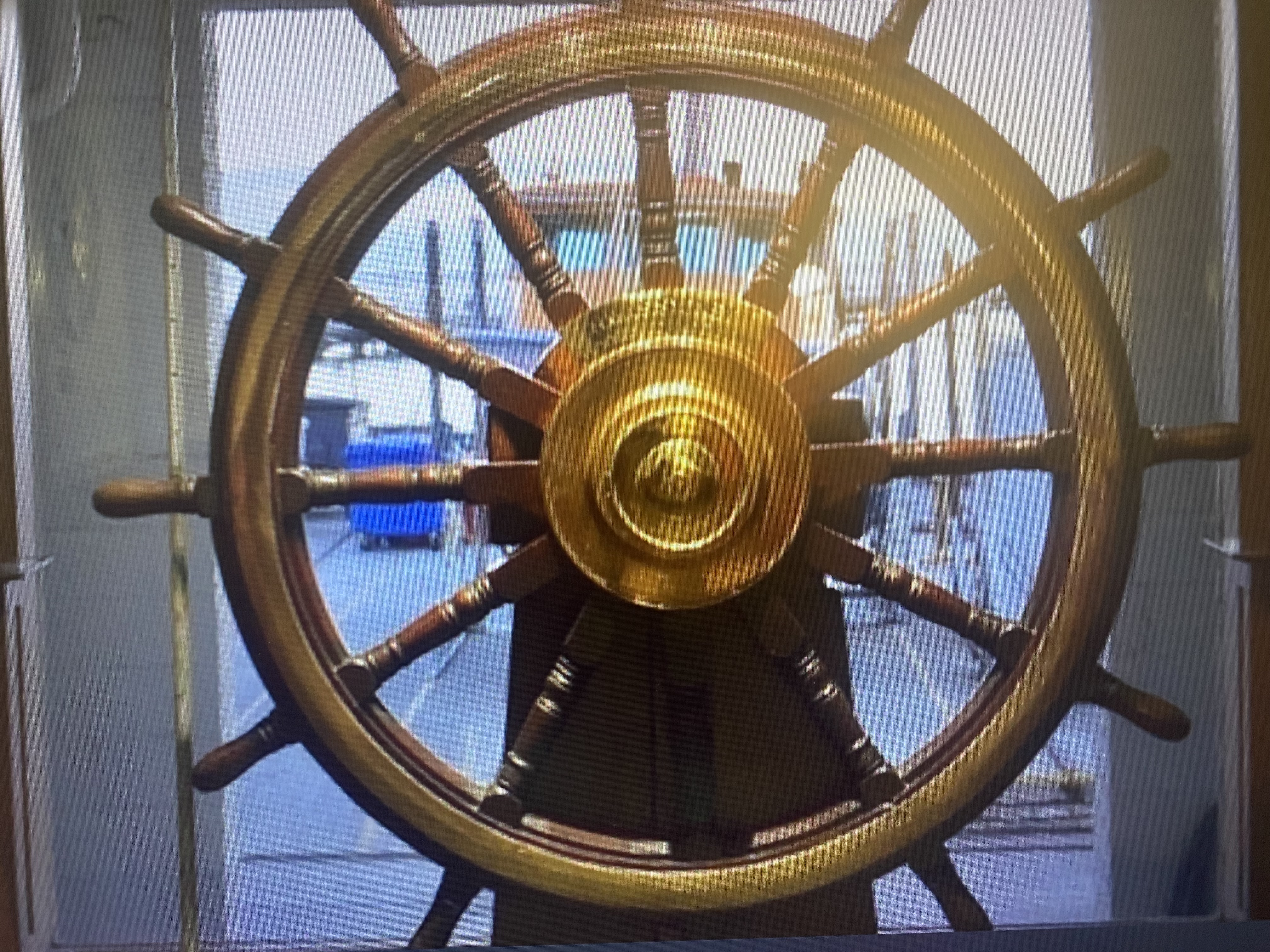
Timón del HMAS Sydney en el RMYS St Kilda en junio de 2024

En 2014, un escudo retirado del HMAS Adelaide durante una reparación en 1943 y arrojado en un vertedero en la península de Mornington, Victoria, fue transportado a Perth para su reacondicionamiento. Un miembro de la Royal Australian Artillery Historical Society de Australia Occidental, que había estado buscando un escudo de este tipo durante 20 años como sustituto de un cañón naval Mk XI de 6 pulgadas que tenía del HMAS Sydney, había visto el escudo en el lugar. El cañón naval y el escudo se instalaron en la batería Leighton en septiembre de 2015 para replicar los cañones originales de 6 pulgadas en el lugar.
Fue desartillado en 1928 y vendido y desguazado al año siguiente.

## Galería

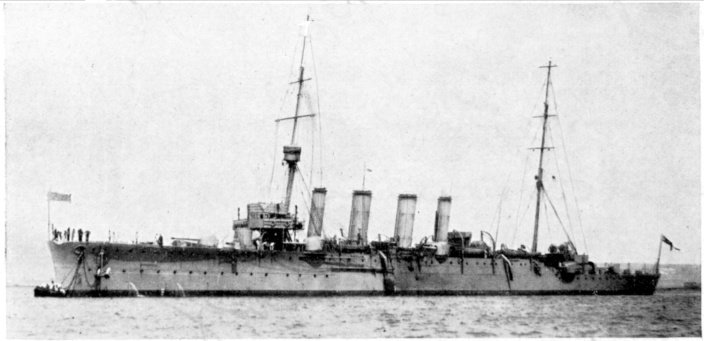
Su buque gemelo, el HMAS Melbourne.
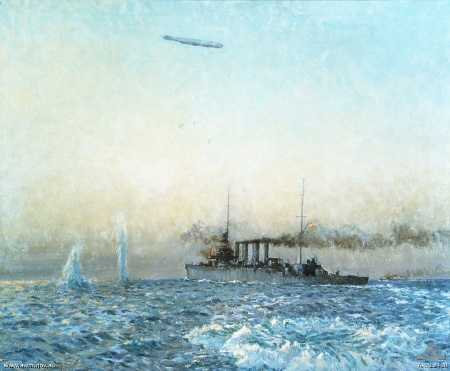
Una pintura del crucero ligero australiano HMAS Sydney y el zepelín alemán L43, entablando combate en el Mar del Norte el 4 de mayo de 1917.